# Miguel de Zañartu Santa María
Miguel José de Zañartu Santa María (Concepción, 1786-Concepción, 25 de octubre de 1851) fue un político y abogado chileno. Fue nombrado primer ministro del Interior y Relaciones Exteriores de Chile.

## Biografía
Hijo de Ramón Zañartu de Barrenechea y de Tomasa Santa María Baeza, ambos miembros de la alta aristocracia penquista. Contrajo matrimonio con su sobrina Juana de Matta Zañartu, con quien tuvo nueve hijos.

### Inicios de su carrera
Estudió en el Seminario de Concepción, se recibió de abogado en la ciudad de Lima, Perú. A su regreso a Chile, participó en la revolución de 1810 y fue auditor de guerra en el ejército del sur. 
Tomó parte del consejo de oficiales convocado en Talca por Bernardo O’Higgins, el 28 de julio de 1814, para deliberar sobre el reconocimiento del nuevo gobierno formado por José Miguel Carrera en Santiago.
La derrota en la batalla de Rancagua (1814) lo llevó al exilio en Mendoza, pero regresó a Chile en 1817, cuando participó en la firma de la Proclamación de la Independencia y es nombrado ministro de Estado del gobierno de O’Higgins.

### Consolidación de su carrera
Ministro diplomático en Buenos Aires (1818). En 1823 colaboró con el periódico El Imparcial de Santiago. Ministro plenipotenciario en Perú, asignado por el gobierno de Ramón Freire. 
Diputado suplente por Lautaro en 1829, sin embargo no llegó a incorporarse como titular. Fue desterrado al Perú por el gobierno pipiolo, tras la Guerra Civil de 1830, José Tomás Ovalle Bezanilla le nombró encargado de negocios en el Perú.
Elegido Diputado por Los Ángeles en 1840, reelegido en 1843. Salió electo representante de Chillán y San Carlos en 1846. En estos períodos legislativos perteneció a las Comisiones permanentes de Constitución y Legislación.
Creada la Corte de Apelaciones de Concepción fue nombrado su regente y posteriormente ministro de la misma, llegando en 1849 a la Corte Suprema de Justicia. Perteneció a la Facultad de Leyes de la Universidad de Chile. Fue condecorado con la Legión al Mérito por el gobierno de Manuel Bulnes.